# NGC 4958
NGC 4958 је спирална галаксија у сазвежђу Девица која се налази на NGC листи објеката дубоког неба.
Деклинација објекта је - 8° 1' 12" а ректасцензија 13h 5m 48,9s. Привидна величина (магнитуда) објекта NGC 4958 износи 10,7 а фотографска магнитуда 11,7. Налази се на удаљености од 20,9000 милиона парсека од Сунца. NGC 4958 је још познат и под ознакама MCG -1-33-84, UGCA 323, PGC 45313.